# كلكان
كلكان هي قرية تقع في ناحية خدران في قضاء دوكان في محافظة السليمانية شمال العراق وولد فيها جلال طالباني.